# Акапулко, тяло и душа
„Акапулко, тяло и душа“ (на испански: Acapulco, cuerpo y alma) е мексиканска теленовела от 1995 г., режисирана от Хуан Карлос Муньос, Мартин Бараса и Аурора Молина, и продуцирана от Хосе Алберто Кастро за Телевиса. Адаптация е на теленовелата Ти или никоя от 1985 г., създадена от Мария Саратини.
В главните роли са Патрисия Мантерола и Саул Лисасо, а в отрицателните – Гилермо Гарсия Канту, Шантал Андере и Лола Мерино. Специални участия вземат първата актриса Елса Агире и Карла Алварес.

## Сюжет
Давид Монталво е успешен бизнесмен, спечелил уважението на обществото. Галантността му позволява да има всяка жена, която пожелае. Макар че е успешен, той е завистлив, въпреки че е в добри отношения със своята мащеха Елена и сестра ѝ Синтия, но не понася Марсело, син на Елена от първия ѝ брак.
Марсело изпитва голяма омраза и ненавист към Давид, като измисля план, с който да отнеме цялото богатство на доведения си брат. В Сиуатанехо, Марсело се запознава с Лорена, продавачка на риба, която мигновено се влюбва в него. Марсело се представя за Давид Монталво. Няколко месеца по-късно, Лорена и Марсело се женят, а след това Марсело предизвиква инцидент в самолета, в който пътува Давид.
Марсело признава цялата истина на Лорена, принуждавайки я да му стане съучастница, защото това, което Марсело иска е Лорена да се представи за вдовица на Давид, и да наследи цялото му богатство. Давид успява да оцелее, но има частична амнезия. Малко по малко, той се влюбва в съпругата си, Лорена.

## Актьори
Част от актьорския състав:
- Патрисия Мантерола – Лорена Гарсия Хименес
- Саул Лисасо – Давид Монталво Перес
- Гилермо Гарсия Канту – Марсело Де Марис Перес
- Шантал Андере – Айде Сан Роман Монтенегро
- Карла Алварес – Хулия Гарсия Хименес
- Елса Агире – Доня Ана Елена Перес вдовица де Монталво
- Сесилия Габриела – Синтия Монталво Перес
- Патрисия Навидад – Клара Флорес
- Фернандо Балсарети – Аурелио Гарсия Мартинес
- Мануел „Флако“ Ибаниес – Теодоро
- Росанхела Балбо – Клаудия Монтенегро де Сант Роман
- Летисия Пердигон – Рита Гомес
- Адриана Лават – Лиляна Сан Роман Монтенегро
- Хулио Вега – Феликс
- Марсело Сесан – Енрике
- Хуан Солер – Умберто Баутиста
- Марио Симаро – Али
- Арасели Арамбула – Паулина Фореро

## Премиера
Премиерата на Акапулко, тяло и душа е на 4 септември 1995 г. по Canal de las Estrellas. Последният 160. епизод е излъчен на 12 април 1996 г.

## Награди и номинации
Награди TVyNovelas (1996)
| Категория                           | Номиниран(а)         | Резултат   |
| ----------------------------------- | -------------------- | ---------- |
| Най-добър актьор в отрицателна роля | Гилермо Гарсия Канту | Номиниран  |
| Най-добро женско откритие           | Патрисия Мантерола   | Номинирана |

## Адаптации
- Акапулко, тяло и душа е адаптация на мексиканската теленовела Ти или никоя, продуцирана за Телевиса от Ернесто Алонсо през 1985 г. С участието на Лусия Мендес, Андрес Гарсия, Салвадор Пинеда и Урсула Пратс.
- През 1995 г. Карлос Сотомайор продуцира за Телевиса и Fox Televisión теленовелата Acapulco bay.
- През 2009 г. Карла Естрада продуцира мексиканската теленовела Капризи на съдбата. С участието на Жаклин Бракамонтес, Уилям Леви, Давид Сепеда и Ана Бренда Контрерас.
- През 2022 г. Хосе Алберто Кастро продуцира мексиканската теленовела Кабо. С участието на Барбара де Рехил, Матиас Новоа, Диего Амосурутия и Ева Седеньо.